# Julius Caesar (film)

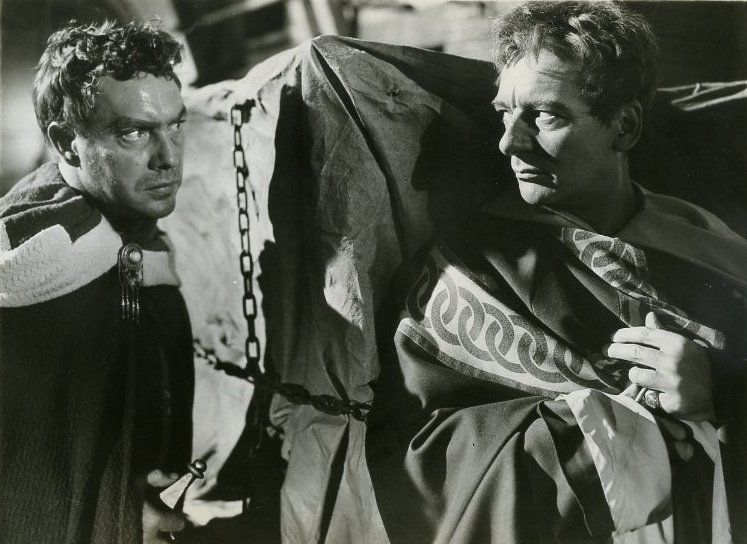
Edmond O'Brien och John Gielgud, pr-fotografi.

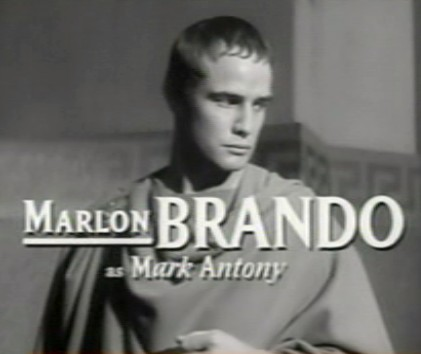
Marlon Brando som Mark Antony (Marcus Antonius).

Julius Caesar är en amerikansk episk film från 1953 i regi av Joseph L. Mankiewicz, baserad på pjäsen Julius Caesar av William Shakespeare.

## Medverkande
- Marlon Brando - Mark Antony
- James Mason - Brutus
- John Gielgud - Cassius
- Louis Calhern - Julius Caesar
- Edmond O'Brien - Casca
- Greer Garson - Calpurnia
- Deborah Kerr - Portia
- George Macready - Marullus
- Michael Pate - Flavius
- Richard Hale - Soothsayer
- Alan Napier - Cicero
- John Hoyt - Decius Brutus
- Tom Powers - Metellus Cimber
- Ian Wolfe - Ligarius
- Douglass Dumbrille - Lepidus
- Rhys Williams - Lucilius
- Michael Ansara - Pindarus
- Edmund Purdom - Strato

## Om filmen
Filmen hade biopremiär i USA den 4 juni 1953.

### Fotnoter
1. ↑  ”Julius Caesar” (på engelska). Box Office Mojo. 4 juni 1953. http://www.boxofficemojo.com/movies/?id=juliuscaesar.htm. Läst 23 januari 2017.